# Альштедт (Тюрингія)
Альштедт (нім. Ahlstädt) — громада в Німеччині, розташована в землі Тюрингія. Входить до складу району Гільдбурггаузен. Складова частина об'єднання громад Фельдштайн.
Площа — 2,32 км2. Населення становить 129 ос. (станом на 31 грудня 2021).